# Росонвилл
Росонвилл (африк. и англ. Rawsonville) — небольшой город на юго-западе Южно-Африканской Республики, на территории Западно-Капской провинции. Входит в состав района Кейп-Вайнлендс. Является частью местного муниципалитета Бриде-Валли.

## История
Поселение, из которого позднее вырос город, было основано на землях фермы Aan-de-Smalblaar в 1859 году. В 1883 году поселение получило статус сельской общины. Название города происходит от имени сэра Уильяма Росона, занимавшего в период с 1854 по 1864 годы пост колониального секретаря Капской колонии.

## Географическое положение
Город расположен в юго-западной части провинции, на берегах реки Смалбларри (приток реки Бриде), на расстоянии приблизительно 73 километров (по прямой) к северо-востоку от Кейптауна, административного центра провинции. Абсолютная высота — 252 метра над уровнем моря.

## Климат
Климат города субтропический средиземноморский. Среднегодовое количество осадков — 494 мм. Наибольшее количество осадков выпадает в период с апреля по октябрь. Средний максимум температуры воздуха варьируется от 16,2 °C (в июле), до 28,6 °C (в феврале). Самым холодным месяцем в году является июль. Средняя минимальная ночная температура для этого месяца составляет 4,8 °C.

## Население
По данным официальной переписи 2001 года, население составляло 1951 человек, из которых мужчины составляли 47,1 %, женщины — соответственно 52,9 %. В расовом отношении цветные составляли 56,18 % от населения города, белые — 42,59 %, негры — 1,23 %. Наиболее распространёнными среди горожан языками были: африкаанс (96,92 %) и английский (2,61 %).

Согласно данным, полученным в ходе проведения официальной переписи 2011 года, в Росонвилле проживало 3099 человек, из которых мужчины составляли 47,73 %, женщины — соответственно 52,27 %. В расовом отношении цветные составляли 66,76 % от населения города, белые — 23,91 %; негры — 8,49 %; азиаты (в том числе индийцы) — 0,16 %, представители других рас — 0,65 %. Наиболее распространёнными среди жителей города языками являлись: африкаанс (95,19 %), коса (1,69 %) и английский (1,54 %).

## Достопримечательности
В 6 километрах к северо-западу от Росонвилла расположен спа-курорт Гудини.